# Antillas Neerlandesas en los Juegos Suramericanos
Antillas Neerlandesas se integró en los Juegos Suramericanos desde la quinta edición, que se realizó en Valencia en 1994. Posteriormente participó de manera continua, con excepción de los juegos de Cuenca 1998, hasta la disolución de las Antillas Neerlandesas en 2010. Antillas Neerlandesas siempre envió delegaciones pequeñas, obteniendo puestos bajos en el medallero.
El país estuvo representado ante los Juegos Suramericanos por el Comité Olímpico de las Antillas Neerlandesas hasta su disolución. Nunca fue sede de los Juegos Suramericanos. 

## Delegación
Para los IX Juegos Suramericanos Medellín 2010, Antillas Neerlandesas contó con una de las delegaciones más pequeñas con un total de 59 deportistas acreditados.

## Medallero histórico
Fuente: Organización Deportiva Suramericana
| Año   | País                 | Sede         | Posición | Oro | Plata | Bronce | Total |
| ----- | -------------------- | ------------ | -------- | --- | ----- | ------ | ----- |
| 1994  |                      | Valencia     | 9/14     | 3   | 5     | 5      | 13    |
| 1998  | Bandera de Ecuador   | Cuenca       | -        | -   | -     | -      | -     |
| 2002  | Bandera de Brasil    | Brasil       | 7/14     | 3   | 2     | 7      | 12    |
| 2006  | Bandera de Argentina | Buenos Aires | 14/15    | 0   | 0     | 2      | 2     |
| 2010  | Bandera de Colombia  | Medellín     | 12/15    | 1   | 0     | 3      | 4     |
| Total | Total                |              | 12/15    | 7   | 7     | 17     | 31    |

## Desempeño
Antillas Neerlandesas ocupó su mejor posición en los juegos de Brasil 2002 cuando obtuvo el séptimo lugar. En los juegos de Valencia 1994, obtuvo el mayor número de medallas en la historia de los juegos con un total de 13 preseas. En dichos juegos, como en los juegos de Brasil 2002 obtuvo el mayor número de medallas de oro ganadas en unos juegos con un total de 3 unidades doradas. 
Su peor desempeño fue en los juegos de Buenos Aires 2006 cuando quedó en el decimocuarto lugar sin obtener ninguna medalla de oro.